# 中華民國—拉脫維亞關係
中華民國與拉脫維亞共和國於1936—1940年有公使級的外交關係，但因蘇聯併吞拉脫維亞而中止。自1991年獨立以來，於1992—1994年，兩國建立總領事關係，是中華民國政府遷台後，唯二獲得官方承認的歐洲新獨立國家（另一為時名馬其頓共和國），以及唯一的前蘇聯國家。與拉脫維亞終止總領事關係後，原中華民國總領事館改組為具大使館功能的代表機構。

## 政治

### 外交
1933年，拉脱维亚政府在上海设立领事馆。

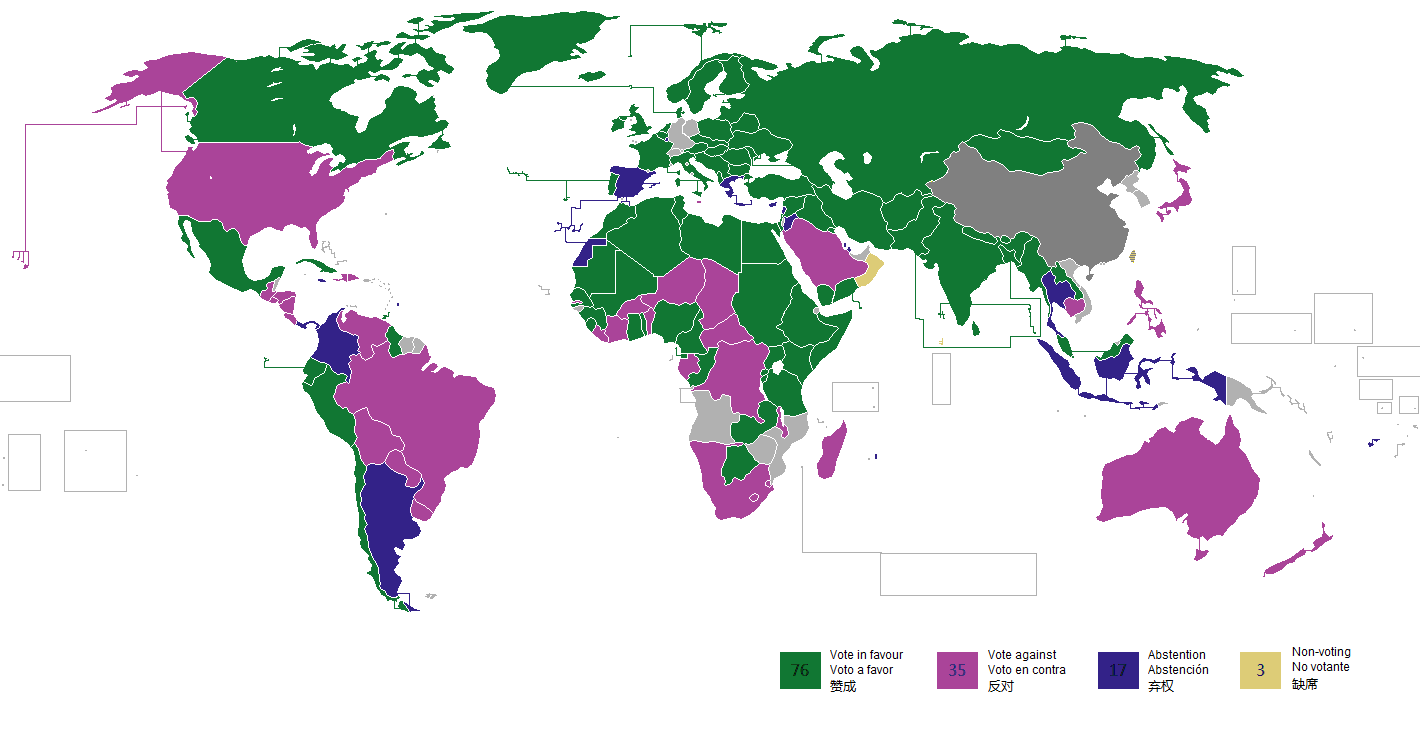
綠色國家表示在1971年的投票中反對中華民國續留聯合國，即《聯合國大會2758號決議》，拉脫維亞當時是蘇聯的加盟共和國（拉脫維亞蘇維埃社會主義共和國），由蘇聯作為主權國家參與投票。

1936年6月25日，拉脫維亞與中華民國建立公使級的外交關係。
1940年8月5日，因蘇聯吞併拉脫維亞而中止外交關係。
1991年8月21日，拉脫維亞自蘇聯獨立。11月，拉脫維亞外交部長尤肯斯與中華民國簽署《互設貿易代表團協定》。
1992年1月29日，兩國發表《共同聲明》，建立官方的總領事關係，但並未建交。於首都設立中華民國駐里加總領事館。2月，中華人民共和國大使館關閉並撤離所有駐地人員，但沒有與拉脫維亞斷交。10月，拉脫維亞總理戈德馬尼斯致電中華民國行政院長郝柏村慶賀國慶。
1993年6月，拉脫維亞國會選舉後，總理戈德馬尼斯辭職，兩國關係呈現不穩。
1994年7月，拉脫維亞與中華人民共和國簽署《關係正常化聯合公報》。28日，停止對中華民國的官方承認，結束總領事關係。8月，中華人民共和國恢復駐拉脫維亞大使館。1995年11月，中華民國駐里加總領事館改名為駐拉脫維亞臺北代表團。
2021年4月2日，臺灣太魯閣號列車發生事故，造成重大傷亡，拉脫維亞副總理兼國防部長帕布里克斯、外交部長林克維奇斯均表示哀悼。
2024年1月13日，中華民國總統選舉結束後，波羅的海三國外交委員會主席：拉脫維亞國會柯理和、立陶宛國會帕季格、愛沙尼亞國會梅馬侃發表聯合聲明，讚揚台灣的總統選舉再次展現民主制度的力量與韌性，堪為印太區域的典範與世界的良善力量。並感謝台灣對區域安全的貢獻，包括協助重建烏克蘭，且在中國未曾間歇的打壓下，仍致力捍衛台海的和平與穩定。

#### 中華民國駐里加總領事（1992－1995年）
| 姓名   | 任命          | 到任         | 免職           | 職務   |
| ------ | ------------- | ------------ | -------------- | ------ |
| 張貴祥 | 1992年4月18日 | 1992年2月4日 | 1995年11月29日 | 總領事 |

#### 關於中華民國參與國際組織
1994、1995、1997、1998年，拉脫維亞在聯合國大會的總辯論中，間接正面呼應中華民國參與聯合國的議題。
2008年1月，世界衛生組織（WHO）執行委員會在瑞士日內瓦舉行。中華民國的邦交國提出「要求世界衛生組織與尚未獲納入國際衛生條例2005之國家、地區及領土就國際衛生條例2005之執行建立直接溝通與聯繫」提案，中華人民共和國則另提出修正案，並以25國贊成、3國反對、5國棄權（包括拉脫維亞）、1國缺席通過，中華民國的邦交國所提議案則不交付表決。
2019年4月，6名拉脫維亞國會議員致函WHO總幹事谭德塞，呼籲邀請台灣出席世界卫生大会（WHA）。
2020年2月，對於2019冠状病毒病疫情在全球擴散，拉脫維亞國會友台小組主席與9名資深議員致函WHO總幹事谭德塞，促請更正WHO疫情報告中對台灣的不當稱呼。

#### 人員互訪（1991年至今）
僅列舉部分名單：
中華民國：總統夫人周美青、前副總統呂秀蓮、外交部長吳釗燮、外交部政務次長程建人、科技部政務次長林一平、蔡明祺、經濟部政務次長卓士昭、經濟部國際貿易局長陳瑞隆、經濟部國際合作處長童益民、國家科學委員會主任委員黃鎮台、中華奧林匹克委員會主席黃大洲、台北市長柯文哲、台北市副市長歐晉德、台北市議會議長吳碧珠。
拉脫維亞：前總統斐柏嘉、總理戈德馬尼斯、前總理貝爾辛、外交部長尤肯斯、經濟部長克拉茲、文化部長佩特頌、環境部長維尤尼斯、教育暨科學部長葛萊斯康斯（Karlis Graiskalns）、青年署長史波瑘（Daina Sproģe）、新聞文化總署長卡寧斯、國會副議長亞美里克斯、波雅希、阿格里斯、國會歐洲委員會主席卡斯坦斯、國會司法委員會主席穆辛斯（Linards Mucins）、最高法院院長恩津斯、科學院院長史帕瑞特斯、拉脫維亞大學校長歐金、葉爾加瓦市長拉文斯。

### 代表機構
1995年11月，原總領事館改名為駐拉脫維亞台北代表團。1996年1月19日，正式掛牌運作。並兼轄立陶宛、愛沙尼亞。

## 經濟

### 貿易
| 年分 | 貿易總額    | 貿易總額 | 貿易總額 | 出口至拉脫維亞 | 出口至拉脫維亞 | 出口至拉脫維亞 | 自拉脫維亞進口 | 自拉脫維亞進口 | 自拉脫維亞進口 | 順逆差 |
| 年分 | 金額        | 年增減   | 排名     | 金額           | 年增減         | 排名           | 金額           | 年增減         | 排名           | 順逆差 |
| ---- | ----------- | -------- | -------- | -------------- | -------------- | -------------- | -------------- | -------------- | -------------- | ------ |
| 2017 | 120,574,412 | ▲4.6%    | 87       | 112,024,751    | ▲4.3%          | 68             | 8,549,661      | ▲9.1%          | 117            | 順差▲  |
| 2018 | 126,277,347 | ▲4.7%    | 84       | 113,572,693    | ▲1.4%          | 70             | 12,704,654     | ▲48.6%         | 107            | 順差▼  |
| 2019 | 111,683,316 | ▼11.6%   | 86       | 99,742,171     | ▼12.2%         | 71             | 11,941,145     | ▼6.0%          | 106            | 順差▼  |
| 2020 | 94,298,816  | ▼15.6%   | 87       | 79,937,457     | ▼19.9%         | 69             | 14,361,359     | ▲20.3%         | 102            | 順差▼  |
| 2021 | 99,827,941  | ▲5.9%    | 94       | 87,873,266     | ▲9.9%          | 74             | 11,954,675     | ▼16.8%         | 109            | 順差▲  |
| 2022 | 118,958,770 | ▲19.2%   | 92       | 104,097,079    | ▲18.5%         | 73             | 14,861,691     | ▲24.3%         | 106            | 順差▲  |
| 2023 | 77,967,653  | ▼34.5%   | 93       | 66,801,247     | ▼35.8%         | 79             | 11,166,406     | ▼24.9%         | 109            | 順差▼  |
| 2024 | 68,682,768  | ▼11.9%   | 95       | 52,190,263     | ▼21.9%         | 83             | 16,492,505     | ▲47.7%         | 102            | 順差▼  |

2023年的兩國貿易項目如下：
出口至拉脫維亞的前10大項目為：集成电路；印刷版、滾筒與其他印刷組件之印刷机以及打印机、复印机與傳真機；電話機（包括智能手机），以及其他傳輸或接收聲音、圖像之有線或无线网络通訊器具；印刷電路；鋼鐵製螺釘、螺栓、螺帽、螺旋鈎、車用螺釘、鉚釘、橫梢、開口梢、墊圈與類似製品；合成纖維絲紗梭织物；銼、鉗、鑷子、剪刀、截管器、螺栓截除器、穿孔衝與類似手工具；木材、軟木、骨材、硬質橡膠、硬質塑膠或類似硬質材料加工機床；整形用具、夾護板與其他接骨用具、助聽器與其他配帶用具或植入體內之其他用具；一般或競技運動、戶外遊戲用物品與設備、游泳池與袖珍游泳池等。
自拉脫維亞進口的前10大項目為：木材；裝貨用木製容器、承壓木板；冰淇淋與其他可食用冰；電話機（包括智能手机），以及其他傳輸或接收聲音、圖像之有線或无线网络通訊器具；鑄模用之粘合劑、化學製品；淀粉或菊糖；電路開關、保護電路或連接電路用之電氣用具、光纖、光纖束、光纤电缆或光纖傳輸纜用之連接器；未變性之乙醇以及烈酒、利口酒與其他含酒精成分之飲料；控電或配電用板或櫃；家具及其零件等。

### 投資
截至2021年，拉脫維亞在臺灣總投資金額為75.4萬美元，計有8件；臺商尚無在拉脫維亞的直接投資統計。

### 會議
2008年10月，於台北召開第1屆「臺拉經濟合作會議」。第2－4屆（2010、2012、2013年）會議在里加舉行。

## 交流

### 學術
中華民國教育部於1991年7月設立「獨立國協及東歐地區國家來台留學獎學金」，其中包括拉脫維亞。該獎學金後來改為中華民國外交部的「臺灣獎學金」、教育部的「華語文獎學金」，提供拉脫維亞學生申請赴台攻讀學位及學習華語文；另有外交部提供的「臺灣獎助金」，提供拉脫維亞學者赴台研究。國立臺灣大學、國立臺北科技大學、國立中山大學與拉脫維亞大學及里加工業大學簽有交換學生計畫。
台北市政府自2004年起，每年提供獎學金1名給予姊妹市里加的學生赴台學習中文，「台北－里加青年大使」活動亦由兩市政府各推派1名青年大使進行互訪。
財團法人國際合作發展基金會（國合會）等機構每年均提供拉脫維亞政府部門及民間機構人士赴台參加各項專技研習班。

### 會展
2015年8－10月，中華民國國家圖書館與拉脫維亞國家圖書館合作，在拉圖舉辦《文明之印記》中國古籍及臺灣古地圖特展。
2015年9月17日，拉脫維亞國家圖書館東亞研究圖書室的「臺灣漢學資源中心」開幕。
2017年3月，駐拉脫維亞臺北代表團與里加市政府舉辦「臺灣電影節」。

### 援助
2020年4月14日，對於2019冠状病毒病疫情在全球擴散，中華民國外交部宣布第2波國際援助行動，其中捐贈130萬片口罩給拉脫維亞在內的8個欧洲联盟成员国。

### 體育
2023年8月，世界盃男籃臺灣熱身賽在新北市立新莊體育館舉辦，有立陶宛、拉脫維亞、波多黎各三隊參與。

## 協定
| 日期          | 簽署                                                                         | 備註     |
| ------------- | ---------------------------------------------------------------------------- | -------- |
| 1991年11月    | 《中拉互設貿易代表團協定》                                                   | [ 7 ]    |
| 1992年9月     | 《中拉相互投資促進暨保護協定》                                               | [ 7 ]    |
| 1992年9月17日 | 《中華民國交通部觀光局與拉脫維亞交通部觀光處關於國際觀光合作意願書》         |          |
| 1993年4月27日 | 《中華民國政府與拉脫維亞共和國政府間空中運輸協定》                           |          |
| 1997年3月21日 | 《中華民國（行政院）國家科學委員會與拉脫維亞共和國國家科學院間科學合作協議》 |          |
| 2000年8月     | 《中華奧林匹克委員會與拉脫維亞奧林匹克委員會體育交流協定》                   | [ 28 ]   |
| 2000年9月     | 《台拉立三邊科技合作基金》                                                   | [ 註 5 ] |
| 2003年3月10日 | 《台灣醫學生聯合會與拉脫維亞醫學生協會合作協議》                             | [ 49 ]   |
| 2017年9月13日 | 《臺拉關於涉及洗錢、相關前置犯罪及資助恐怖主義金融情資交換合作瞭解備忘錄》   | [ 註 6 ] |
| 2022年7月14日 | 《台北市進出口商業同業公會與拉脫維亞商工總會合作備忘錄》                     | [ 50 ]   |

## 簽證

持中華民國護照的中華民國國民簽證要求分布圖：入境拉脫維亞可以「申根區免簽證」。

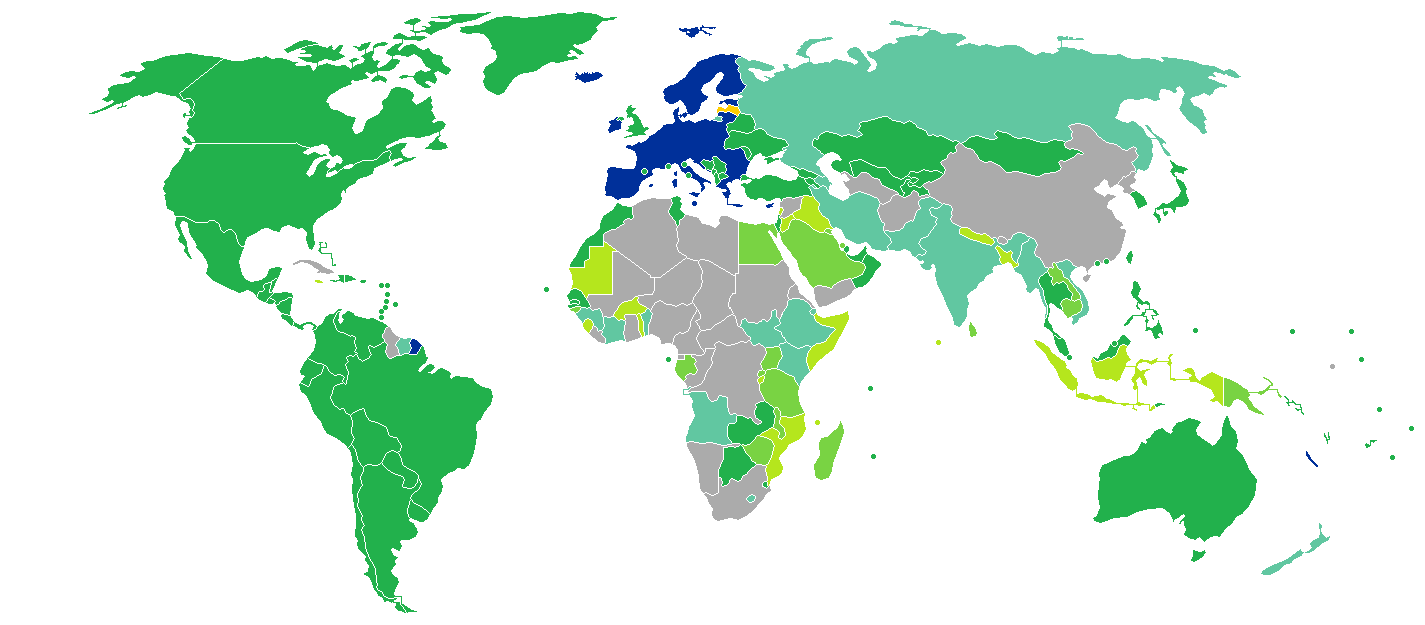
持歐盟的拉脱维亚护照之拉脫維亞國民簽證要求分布圖：入境中華民國可以免簽證。

歐洲申根區給予持有載明身分證字號的中華民國護照之中華民國國民可以申根區免簽證入境，停留日數與申根區合併計算，每6個月期間內總計可停留90天。經拉脫維亞轉機至申根區亦可免簽證。
拉脫維亞國民持有歐盟護照者也可以免簽證的方式入境中華民國，停留最多90天。

## 交通

### 航空

#### 客運
兩國無直航班機，可經由（不計航點遠近，截至2023年7月10日）：
- 臺北→杜拜、伊斯坦堡、巴黎、羅馬、米蘭、慕尼黑、法蘭克福、阿姆斯特丹、維也納、布拉格（2023年7月18日開航臺北），再轉機前往拉脫維亞的里加國際機場。[51]

### 駕車
持有中華民國國際駕駛執照可在拉脫維亞短期駕車（停留180天內）。

## 外部連結
- 中華民國外交部－拉脫維亞共和國簡介 （页面存档备份，存于）
- 駐拉脫維亞臺北代表團（Facebook、Twitter）
- 外交部領事事務局－國外旅遊警示分級表
- 中華民國衛生福利部－國際旅遊疫情建議等級
- 中華民國國際經濟合作協會 （页面存档备份，存于）